# Bart Scott
Bart Edward Scott (født 18. august 1980 i Detroit, Michigan, USA) er en tidligere amerikansk footballspiller, der spillede i NFL som linebacker. Hans karriere strakte sig fra 2002 til 2012, og blev tilbragt hos Baltimore Ravens og New York Jets.
Scott er en enkelt gang, i 2006, blevet udtaget til Pro Bowl, NFL's All Star-kamp.

## Klubber
- Baltimore Ravens (2002–2008)
- New York Jets (2009–2012)